# Granulopsammodius plicatulus
Granulopsammodius plicatulus är en skalbaggsart som beskrevs av Leon Fairmaire 1892. Granulopsammodius plicatulus ingår i släktet Granulopsammodius och familjen Aphodiidae. Inga underarter finns listade i Catalogue of Life.